# 帕兰博斯
帕兰博斯是葡萄牙布拉干萨区的一个堂区。总面积10.56平方公里，总人口314人，人口密度29.7人/平方公里。